# Daniela Flasche
Daniela Flasche (geboren 7. August 1979 als Daniela Breininger) ist eine deutsche Juristin und Richterin.

## Beruflicher Werdegang
Daniela Flasche war ab 2. Oktober 2006 Richterin auf Probe im Oberlandesgerichtsbezirk Saarbrücken. Es folgten Jahre der Tätigkeit als Richterin an den Amtsgerichten Saarbrücken und Saarlouis.
2009 leitete sie im saarländischen Ministerium für Justiz, Gesundheit, Arbeit und Soziales als Referentin für Grundsatzfragen das Referat AdM2.
Am 10. Juli 2014 schlug das Präsidium des Landtages sie als stellvertretendes Mitglied des Verfassungsgerichtshofs des Saarlandes vor. Sie wurde vor allem mit den Stimmen der CDU-Abgeordneten und denen des Koalitionspartners SPD gewählt, 2018 dann mit gleicher Mehrheit zum festen Mitglied. Die Partei Die Piraten kritisierte die geringe Berufserfahrung der Juristin für dieses Amt und die Gefährdung der Unabhängigkeit des Richteramts durch parteipolitische Erwägungen: Im Januar 2020 war auch Tim Flasche, der Ehemann von Daniela Flasche, von der CDU für ein hohes Amt vorgeschlagen worden, nämlich die Stelle des Vizepräsidenten beim Landgericht Saarbrücken. Die Amtszeit von Daniela Flasche am Verfassungsgerichtshof endet 2024.
Am Verwaltungsgericht des Saarlandes war Daniela Flasche als Richterin der 1. Kammer zugeteilt. Zum 1. August 2021 wechselte sie an den Rechnungshof des Saarlandes. Auf Vorschlag des Landtagspräsidiums wurde sie am 16./17. Juni 2021 mit 43 Ja-Stimmen von 49 gültigen Stimmen vom Landtag zur Direktorin des Rechnungshofes gewählt.

## Ämter und Mitgliedschaften
- CDU-Mitglied, Beisitzerin im Ortsverband Saarlouis-Innenstadt[9][10]
- Mitglied im Verwaltungsrat der katholischen Pfarrei St. Crispinus und St. Crispinianus, Lisdorf, Pfarreiengemeinschaft Saarlouis Links der Saar[11]

## Privatleben
Die Juristin ist mit dem Juristen Tim Flasche verheiratet.